# فخرالدین بن یوسف
فخرالدین بن یوسف (انگلیسی: Fakhreddine Ben Youssef؛ زاده ۲۱ ژوئن ۱۹۹۱) یک بازیکن فوتبال اهل تونس است.
وی همچنین در تیم ملی فوتبال تونس بازی کرده‌است.